# 新科捷利尼亞
50°5′55″N 28°55′52″E / 50.09861°N 28.93111°E
新科泰利尼亞（烏克蘭語：Нова Котельня），是烏克蘭北部的村莊，隸屬日托米爾州的別爾季切夫區。該村面積12平方公里，海拔高度223米，人口401，人口密度每平方公里33.42人。